# Camden County (New Jersey)
Camden County is een county in de Amerikaanse staat New Jersey.
De county heeft een landoppervlakte van 576 km² en telt 508.932 inwoners (volkstelling 2000). De hoofdplaats is Camden City.